# Biotechnology Heritage Award
Der Biotechnology Heritage Award ist eine gemeinsame Auszeichnung der Biotechnology Innovation Organization (bis 2015 Biotechnology Industry Organization) und des Science History Institute (bis 2018 Chemical Heritage Foundation). Mit ihr werden herausragende Persönlichkeiten der Biotechnologie-Branche gewürdigt, die durch „Entdeckungen, Innovationen, Kommerzialisierung oder Öffentlichkeitsarbeit wichtige Beiträge zur Behandlung von Krankheiten, zur Energieversorgung oder zur Ernährung geleistet haben“.

## Preisträger
- 1999 George B. Rathmann
- 2000 Herbert Boyer, Robert A. Swanson
- 2001 Francis Collins, J. Craig Venter
- 2002 Walter Gilbert, Phillip A. Sharp
- 2003 William Rutter
- 2004 Leroy Hood
- 2005 Paul Berg
- 2006 Alejandro Zaffaroni
- 2007 Ronald E. Cape
- 2008 Henri Termeer
- 2009 Robert Fraley
- 2010 Arthur D. Levinson
- 2011 Joshua Boger
- 2012 Nancy Chang
- 2013 George Rosenkranz
- 2014 Robert Langer
- 2015 Moshe Alafi, William Bowes
- 2016 Stanley Norman Cohen
- 2017 John C. Martin
- 2018 William Rastetter
- 2019 Janet Woodcock
- 2020 Ivor Royston
- 2021 Frederick Frank
- 2022 Ivor Royston
- 2023 Stéphane Bancel, John Maraganore
- 2024 Susan Desmond-Hellmann
- 2025 Leonard S. Schleifer, George D. Yancopoulos